# Śliwnica (gmina Krasiczyn)
Śliwnica – wieś w Polsce położona w województwie podkarpackim, w powiecie przemyskim, w gminie Krasiczyn.
| SIMC    | Nazwa      | Rodzaj    |
| ------- | ---------- | --------- |
| 0604956 | Nagórczany | część wsi |

Wieś szlachecka Sliwnicza, własność Krasickich, położona była w 1589 roku w ziemi przemyskiej województwa ruskiego. W latach 1975–1998 miejscowość należała administracyjnie do województwa przemyskiego.
Wieś należąca do dóbr Krasiczyn, leżała w ziemi przemyskiej należała do wojewody sandomierskiego i lubelskiego Jana Tarły od 1724 roku.
18 sierpnia 1881 w Nahurczanach, obecnie w granicach Śliwnicy, urodził się Jan Fedyk – organizator oświaty rolniczej, kółek rolniczych i spółdzielczości wiejskiej w powiecie wrzesińskim.
W II Rzeczypospolitej wieś w powiecie przemyskim w województwie lwowskim.
W 1944 nacjonaliści ukraińscy z OUN-UPA zamordowali tutaj 17 Polaków. W 1943 w powiecie Równe zamordowali też wraz żoną i córką ks. greckokatolickiego  Bakę, który został przesiedlony ze Śliwnicy na Wołyń, gdzie odprawiał msze św. dla Polaków.